# Macrelmis jureceki
Macrelmis jureceki là một loài bọ cánh cứng trong họ Elmidae. Loài này được Roubal miêu tả khoa học năm 1940.